# Ataenius complicatus
Ataenius complicatus är en skalbaggsart som beskrevs av Edgar von Harold 1869. Ataenius complicatus ingår i släktet Ataenius och familjen Aphodiidae. Inga underarter finns listade.